# 电子管放大器
电子管放大器是使用电子管作为主动元件的电子放大器。电子管放大器可以放大信号的幅度或功率。现今，中低功率、工作频率低于微波的电子管放大器已经广泛地被电晶体放大器于1960-1970年代取代。电子管放大器现在被用于吉他爱好者的吉他音箱、音响发烧友的立体声放大器、卫星通讯以及雷达等军事用途与大功率高频无线电发射（如无线广播、无线电视的发射）。
根据所使用的电子元器件的不同，功放分为电子管功放、石机头功放、电子管放大器集成功放和IC集成电路功放。 这里的很多概念还包括电子管功放、晶体管功放、前胆后石等，同样容易让人捉摸不透。 以半导体器件为放大元件的功放称为石机，因为晶体是从石头中提取出来的； 而以电子管为放大元件的功率放大器称为电子管放大器。
人们常说电子管放大器是电子管功放。电子管有的用于放大，有的用于抛光。 电子管功放有其独特的特点。 其声音温暖耐听，音乐性极佳，氛围感好，失真度大。 有独特的表现。 有人认为由于电子管是压控放大器，其失真成分大部分是偶次失真，在音乐表现中恰好是八度谐波{{來源請求}}。 不仅听上去没有生硬的失真，而且有一种柔和甜美的味道。但是从技术上来说，不论电子管还是半导体放大电路，谐波都以二次谐波为主，其它更高次谐波的成分几乎可以忽略不记。

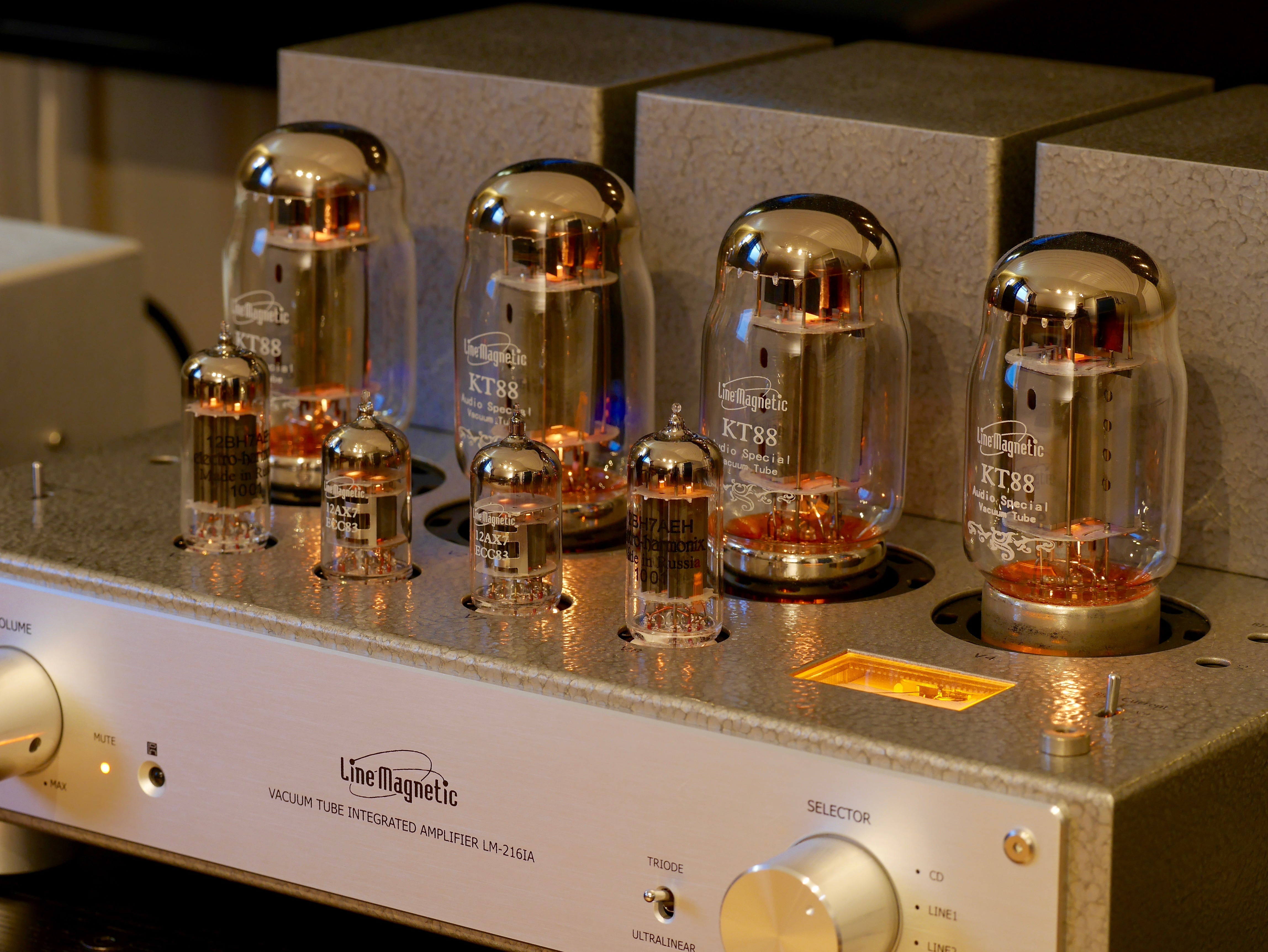
一台使用KT88电子管的电子管放大器

但电子管由于体积大、耗电高的特点，在大多数行业已经被淘汰，多用于音乐欣赏设备。 大部分电子管都被体积小、省电的晶体管所取代。 三极管的寿命很长。 中频和高频听起来更多。 声音是动态和快速的。 显然更适合演奏一些大动态的音乐（DJ，remix）。不过它的声音偏冷，尤其是低音不够柔和，高音会显得尖锐。